# جولیو لاسو
 جولیو کمند (انگلیسی: Giulio Lasso؛ سده – ۱۶۱۷) یک معمار اهل ایتالیا بود.